# جوليان كاردونا
جوليان كاردونا (بالإنجليزية: Julian Cardona)‏ (4 ديسمبر 1990 في الولايات المتحدة - ) هو لاعب كرة قدم أمريكي في مركز الهجوم. شارك مع منتخب بورتوريكو لكرة القدم. أما مع النوادي، فقد لعب مع ريدينغ يونايتد إيسي.

## وصلات خارجية
- جوليان كاردونا على موقع قاعدة بيانات كرة القدم.إي يو (الإنجليزية)
- جوليان كاردونا على موقع ناشيونال فوتبول تيمز (الإنجليزية)